# 6566 Шафтер
6566 Шафтер (6566 Shafter) — астероїд головного поясу, відкритий 25 жовтня 1992 року.
Тіссеранів параметр щодо Юпітера — 3,586.